# Ämtnäs
Ämtnäs är en bebyggelse söder om Nyköping i Nyköpings kommun. Mellan 2015 och 2020 avgränsade SCB här en småort.